# Akijoshi Hongo
Akijoshi Hongo(japanski: 本郷あきよし) je, prema svim dostupnim izvorima, osoba koja se kreditira kao "otac" Digimona i cijele franšize animea, filmova i videoigara. No, o samom Hongu nije poznati skoro ništa osim pretpostavke da je njegovo ime zapravo pseudonim. Danas se uglavnom pretpostavlja da se radi ili o pseudonimu Akija Maite, tvorca izvornog koncepta Tamagochija ili o pseudonimu Takeichija Honga, izvršnom direktoru Tamagochija i Bandaija.